# Florent van Berlaymont
Floris of Florent van Berlaymont (ca. 1550 - 3 april 1626) was Vliesridder, graaf van Lalaing en Berlaymont, en stadhouder van Namen, Artesië, Gelre-Zutphen en Luxemburg, ten tijde van de Tachtigjarige Oorlog.
Hij was een zoon van Karel van Berlaymont en Adriana de Ligne Barbançon, en de broer van Gilles en Claudius van Berlaymont. In 1576 schaarde Florent zich voor korte tijd aan de Staatse zijde, maar spoedig werd hij opnieuw de koning gezind, en in 1579 werd hij aangesteld als stadhouder van Namen en Artesië, als opvolger van zijn op 18 juni voor Maastricht gesneuvelde broer Gilles.
De titel graaf van Berlaymont erfde Florent in 1578 van zijn vader. Door zijn huwelijk met Margaretha van Lalaing, de enige dochter van Filips van Lalaing en Margaretha van Ligne, erfde hij in 1582 ook de titel graaf van Lalaing. Florent en Margaretha van Lalaing kregen een dochter, Margaretha van Berlaymont, die later huwde met Lodewijk van Egmont, prins van Gavere (†1654). Zijn vrouw maakte er echter geen geheim van dat ze de voorkeur gaf aan andere mannen, waardoor hun verhouding verslechterde.
Toen zijn andere broer Claudius in 1587 sneuvelde, volgde hij hem op als stadhouder van Gelre-Zutphen. In 1604 volgde Florent de overleden Peter Ernst I van Mansfeld op als stadhouder van Luxemburg.
In 1625, naar het einde van zijn leven, stemde hij ermee in dat zijn vrouw Margaretha een religieuze stichting oprichtte, gewijd aan onderwijs voor meisjes. Dit klooster van de dames van Berlaymont (in het Frans: Couvent des Dames de Berlaymont) was aanvankelijk gevestigd in de onmiddellijke omgeving van de Brusselse kathedraal, maar is nadien herhaaldelijk verhuisd. De naam leeft voort in het Berlaymontgebouw van de Europese Commissie, gebouwd op de plaats waar de kloosterschool zich bevond van 1864 tot 1962.

## Voorouders
| Voorouders van Florent van Berlaymont | Voorouders van Florent van Berlaymont                             | Voorouders van Florent van Berlaymont                             | Voorouders van Florent van Berlaymont                             | Voorouders van Florent van Berlaymont                             | Voorouders van Florent van Berlaymont                                | Voorouders van Florent van Berlaymont                                | Voorouders van Florent van Berlaymont                                  | Voorouders van Florent van Berlaymont                                  |
| ------------------------------------- | ----------------------------------------------------------------- | ----------------------------------------------------------------- | ----------------------------------------------------------------- | ----------------------------------------------------------------- | -------------------------------------------------------------------- | -------------------------------------------------------------------- | ---------------------------------------------------------------------- | ---------------------------------------------------------------------- |
| Overgrootouders                       | Michiel I van Berlaymont (1437-1483) ∞ 1462 Joanna d'Orley (-)    | Michiel I van Berlaymont (1437-1483) ∞ 1462 Joanna d'Orley (-)    | Willem van Berault (1430-1485) ∞ Margaretha van Premilhac (-)     | Willem van Berault (1430-1485) ∞ Margaretha van Premilhac (-)     | Guillaume de Ligne (-1519) ∞ Adriana van Halewijk (-)                | Guillaume de Ligne (-1519) ∞ Adriana van Halewijk (-)                | Cornelis van Glymes (1458-1508) ∞ Maria Margaretha van Zevenbergen (-) | Cornelis van Glymes (1458-1508) ∞ Maria Margaretha van Zevenbergen (-) |
| Grootouders                           | Michiel II van Berlaymont (-1516) ∞ Maria van Berault (-)         | Michiel II van Berlaymont (-1516) ∞ Maria van Berault (-)         | Michiel II van Berlaymont (-1516) ∞ Maria van Berault (-)         | Michiel II van Berlaymont (-1516) ∞ Maria van Berault (-)         | Lodewijk van Ligne Barbançon (-) ∞ 1513 Maria van Glymes (1490-1566) | Lodewijk van Ligne Barbançon (-) ∞ 1513 Maria van Glymes (1490-1566) | Lodewijk van Ligne Barbançon (-) ∞ 1513 Maria van Glymes (1490-1566)   | Lodewijk van Ligne Barbançon (-) ∞ 1513 Maria van Glymes (1490-1566)   |
| Ouders                                | Karel van Berlaymont (1510-1578) ∞ Adriana de Ligne Barbançon (-) | Karel van Berlaymont (1510-1578) ∞ Adriana de Ligne Barbançon (-) | Karel van Berlaymont (1510-1578) ∞ Adriana de Ligne Barbançon (-) | Karel van Berlaymont (1510-1578) ∞ Adriana de Ligne Barbançon (-) | Karel van Berlaymont (1510-1578) ∞ Adriana de Ligne Barbançon (-)    | Karel van Berlaymont (1510-1578) ∞ Adriana de Ligne Barbançon (-)    | Karel van Berlaymont (1510-1578) ∞ Adriana de Ligne Barbançon (-)      | Karel van Berlaymont (1510-1578) ∞ Adriana de Ligne Barbançon (-)      |
| Florent van Berlaymont (1550-1626)    |                                                                   |                                                                   |                                                                   |                                                                   |                                                                      |                                                                      |                                                                        |                                                                        |

- Gemeinsame Normdatei: 116135646
- International Standard Name Identifier: 0000 0004 4040 1212
- Virtual International Authority File: 54892307